# 纳塔利娅·奥尔洛娃
纳塔利娅·阿列克谢耶芙娜·奥尔洛娃（羅馬化：Nataliya Alekseyevna Orlova；1969年8月29日—）是俄罗斯政治人物，第八届国家杜马代表。
2004年，奥尔洛娃被任命为统一俄罗斯党中央执行委员会财政经济支持部副部长。2012年至2021年，她担任统一俄罗斯党中央执行委员会第一副书记。她是2004年、2008年、2012年、2018年俄罗斯联邦总统候选人弗拉基米尔·普京的财务事务授权代表。自2021年9月起，她担任第八届国家杜马代表。她加入了运输和运输基础设施发展委员会。

## 制裁
奥尔洛娃于2022年因俄乌战争而受到英国政府和美国财政部制裁。